# Albrecht Pfister

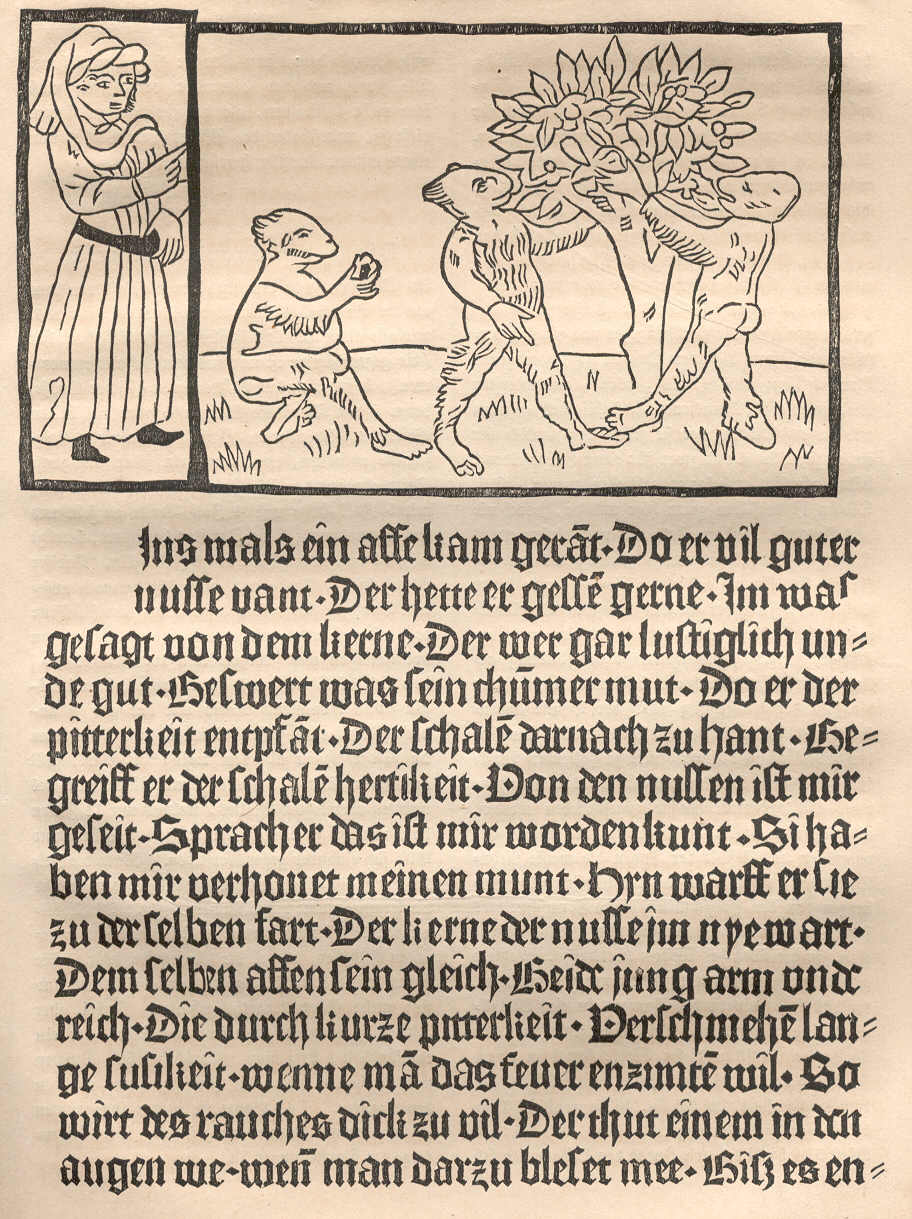
Seite aus dem Edelstein, gedruckt von Albrecht Pfister in Bamberg 1461 (Faksimile, 1840)

Albrecht Pfister (* um 1420; † vor 13. April 1466) war Buchdrucker und Verleger in Bamberg und der erste Buchdrucker außerhalb von Mainz. Er begann als erster damit, mit beweglichen Lettern hergestellte Drucke mit Abbildungen (Holzschnitten) auszustatten.

## Leben und Werk
Aus Albrecht Pfisters Leben ist wenig bekannt. Er war Formschneider und Briefdrucker, bevor er den Buchdruck erlernte, und ist mit einem ersten Druck 1462 in Bamberg belegt. In Bamberg wohnte er im heutigen Anwesen Sonnenplätzchen 2. Dieses Anwesen besaß späterhin Pankraz Wagner.
Vergleiche des Pfisterschen Typensatzes mit früheren Drucken lassen indes die Vermutung zu, dass er bereits Ende der 1450er Jahre eine Offizin in Bamberg eingerichtet hatte. Pfister stand als Kleriker im Dienst des Bistums Bamberg. Neuere Untersuchungen deuten darauf, dass er mehr als Verleger denn als Drucker anzusehen ist.
1462 erschienen aus Pfisters Offizin die Vier Historien, die mit Illustrationen versehen waren, und eine deutsche Armenbibel. 1464 wurde der Belial gedruckt, die illustrierte deutsche Ausgabe einer lateinischen Dichtung von 1382. Weitere Werke können der Werkstatt durch Vergleich der verwendeten Drucktypen zugeschrieben werden. Der am 14. Februar 1461 in Bamberg vollendete Druck der von dem Schweizer Ulrich Boner um 1330 erstellten Sammlung äsopischer Fabeln, Der Edelstein, gilt als das erste gedruckte Buch in deutscher Sprache und ist durchgehend mit Holzschnitten illustriert. Durch die Produkte aus Albrecht Pfisters Offizin, wobei die Holzschnitte von zwei Meistern ihres Faches entworfen wurden, gilt Bamberg neben Mainz als zweiter wichtiger Ausgangsort für die weitere Entwicklung des Buchdrucks und als ein Zentrum der Herstellung deutschsprachiger Drucke der Inkunabelzeit.

## B36

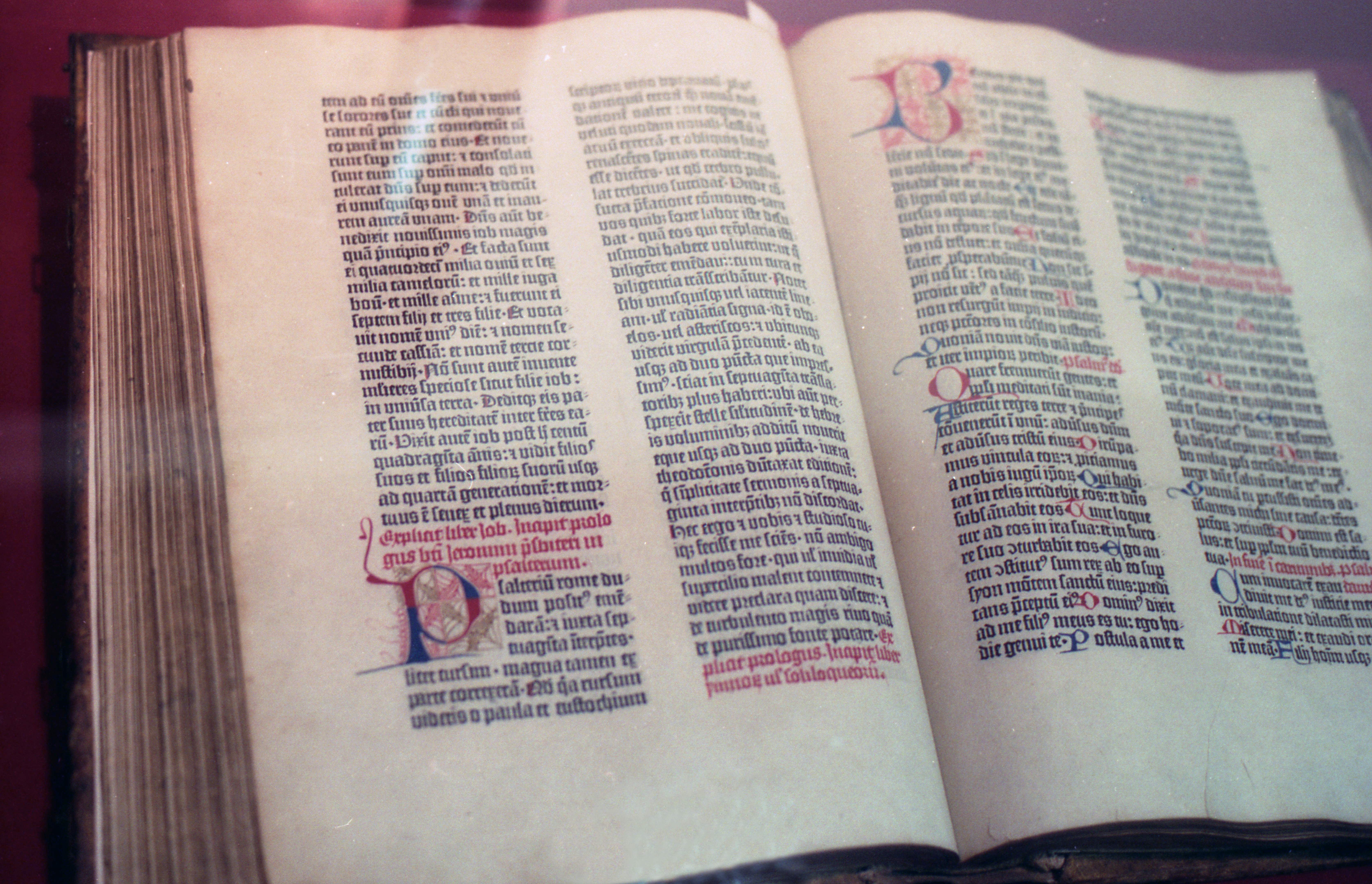
Bibel mit 36 Zeilen

Um 1460 wurde in Bamberg eine 36-zeilige Biblia sacra vulgata in Pfisters Typensatz gedruckt, der (wie auch seine anderen Druckerzeugnisse) in einer ganzen Reihe von Lettern dem Gutenbergs glich. Dies führte später dazu, Pfister lange Zeit für den Erfinder des Buchdrucks zu halten, und mündete im 19. Jahrhundert in einen Zuschreibungsstreit der Bamberger Bibel, der sich u. a. sogar in enzyklopädischen Artikeln wie denen der Allgemeinen Deutschen Biographie niederschlug. Die Bamberger Biblia sacra, die nur in wenigen Exemplaren erhalten ist, bekam die Bezeichnung „B36“, entsprechend der berühmten „B42“, der Gutenberg-Bibel; zweifelsfrei geklärt wurde ihre Herkunft nicht.